# ニッコロ・アルベルガティ枢機卿の肖像

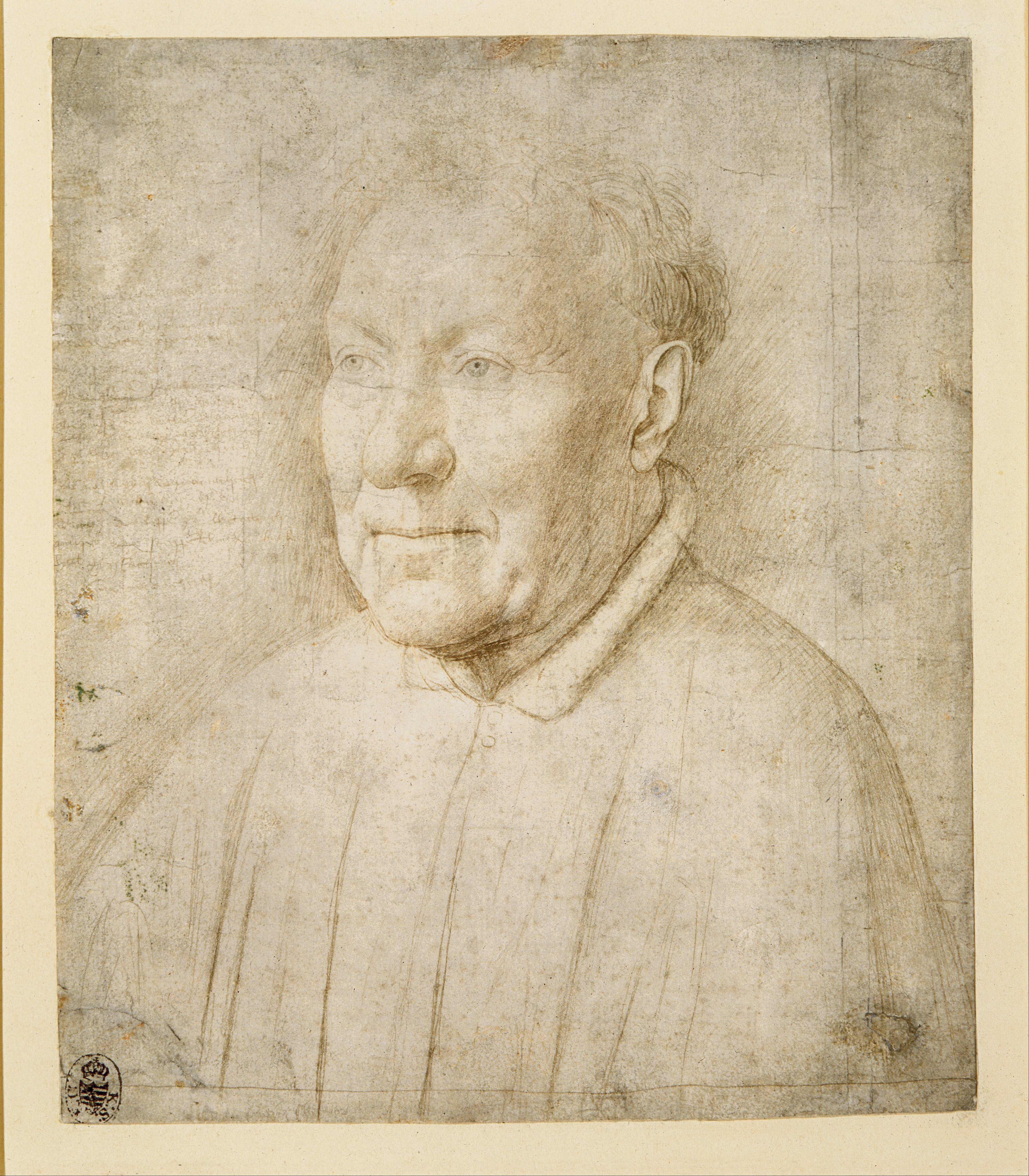
『ニッコロ・アルベルガティ枢機卿の肖像』のための準備素描

『ニッコロ・アルベルガティ枢機卿の肖像』（ニッコロ・アルベルガティすうききょうのしょうぞう、独: Kardinal Niccolò Albergati、英: Portrait of Cardinal Niccolò Albergati）は、初期フランドル派の巨匠ヤン・ファン・エイクが1431年ごろ、オーク板上に油彩で制作した絵画である。肖像画の人物は、伝統的にニッコロ・アルベルガティとみなされているが、ゲルサレンメの聖クロスの枢機卿、シャルトル修道会長、ボローニャの司教だとする説もある。しかし、現代の研究者たちは、ヘンリー・ボーフォート (枢機卿) のほうがより可能性が高いと提唱している。 もし、それが事実であれば、イギリス人の最初期の写実的な肖像画ということになる。画家は透徹した目で人物を描き、圧倒的な存在感を浮かび上がらせている。作品は、1648年にハプスブルク家のレオポルト・ヴィルヘルム大により購入され、現在、ウィーンの美術史美術館に所蔵されている。

## 作品
本作の人物がニッコロ・アルベルガティであるならば、彼はエルサレムのサンタ・クローチェ聖堂の枢機卿で、「高潔と博識で有名な人物であり、ローマ教皇庁で最も輝かしい成功を収めた外交官」(エルヴィン・パノフスキー) であった。彼はフランス王、イギリス王、およびブルゴーニュ公の間に百年戦争を終結させる和平条約を締結させるために、教皇の特使として1431年12月8日から11日の間、ブルッヘに滞在した。
この1431年に、あるいは1435年のアラスにおける平和会議の際に、現在、ドレスデンの州立美術品収集 (Staatliche Kunstsammlungen) にある素描が制作されたのであろう。余白には、ヤン・ファン・エイク自身の手で、髪や目の色などが覚書として書き込まれている。油彩画の本作はこの素描にもとづいて、素描の数年後に描かれたものと思われる。
枢機卿は、早くも1430年以来、初期フランドル絵画で一般的であった4分3正面向きで描かれている。暗い背景が、明るい光源に照らされている人物を引き立てている。ファン・エイクの作品に共通して、細部への最大限の注意が払われており、それは油で溶いた顔料の層を重ね塗りする画家の技法によるもので、透明感と輝きの深い効果が得られている。準備素描と比較すると、ファン・エイクが肩の厚み、鼻の下部の曲がり具合、口の長さ、耳の大きさなど数か所の細部を変更したことが示されているが、おそらく枢機卿の年齢、ひいては権威の印象、高貴な風格を一段と際立たせ、堂々たるものにしようとする意図が感じられる。